# María Ángeles Querol
María de los Ángeles Querol Fernández (Badajoz, 5 de febrero de 1948) es una catedrática de Prehistoria española. En 2022 fue reconocida con el Premio Nacional de Restauración y Conservación de Bienes Culturales.

## Trayectoria
Nació en 1948 en Badajoz. Entre 1984 y 1994 fue presidenta de la Asociación Profesional de Arqueólogos (APAE). Además, entre 1985 y 1988, se convirtió en la primera mujer en ser Subdirectora General de Arqueología del Ministerio de Cultura, puesto de mayor responsabilidad en torno a la gestión arqueológica en España del momento. También fue, entre 1994 y 2002, la primera mujer en dirigir el departamento de  Prehistoria de la Universidad Complutense de Madrid. Se convirtió en catedrática de Prehistoria en la Facultad de Geografía e Historia de dicha universidad.
Su investigación se desarrolla en torno a tres temas: los orígenes humanos –con obras como Adán y Darwin-, la arqueología feminista –con La mujer en el Origen del Hombre, junto a Consuelo Triviño- y la Gestión del Patrimonio Arqueológico –con el libro del mismo título escrito con Belén Martínez Díaz.
En la actualidad es la directora del Grupo de Investigación Complutense 941794 Patrimonio Arqueológico, y es la investigadora principal del proyecto La dimensión arqueológica en ciudades Patrimonio Mundial: avances para la gestión patrimonial en Alcalá de Henares, Puebla y La Habana (HAR2013-46735-R).

## Reconocimientos
En 2015 recibió el Premio Europeo de Patrimonio Arqueológico concedido por la Asociación Europea de Arqueólogos. En diciembre de 2019, fue distinguida, por su trayectoria en el Patrimonio Cultural, con la Medalla de Oro al Mérito en las Bellas Artes por el Ministerio de Cultura y Deporte. En octubre de 2022, esa misma institución la reconoció con el Premio Nacional de Restauración y Conservación de Bienes Culturales, que el año anterior había recaído en la también extremeña María Pía Timón.

## Cargos desempeñados
- Subdirectora General de Arqueología del Ministerio de Cultura (1985-1988)
- Presidenta de la Asociación Profesional de Arqueólogos/as de España (1984- 1990)
- Presidenta de la Comisión Andaluza de Arqueología (1997-2000)
- Directora del Departamento de Prehistoria (1994-2004)
- Coordinadora del Grado en Arqueología en la Universidad Complutense de Madrid (2010 hasta 2017)
- Coordinadora del Cluster de Patrimonio Cultural del Campus de Excelencia Internacional Campus Moncloa (2013 hasta hoy)[6]
- Coordinadora del Máster Interuniversitario El Patrimonio Cultural en el Siglo XXI: Gestión e Investigación de la Universidad Complutense de Madrid y la Universidad Politécnica de Madrid (2017-2018)